# アズーム
株式会社アズーム（英: AZoom co., ltd.）は、東京都渋谷区に本社を置く不動産テック企業である。

## 概要
2009年10月に設立され、本社は東京都渋谷区代々木の新宿マインズタワー19階に所在する。代表取締役社長は菅田洋司。
主力事業は月極駐車場のサブリースサービスおよび紹介サービスであり、月極駐車場検索ポータルなどの自社ウェブサービスを通じて、遊休不動産の有効活用を図っている。不動産を中心とした遊休資産の活用を事業領域とし、月極駐車場のサブリース事業や検索サイト「CarParking（カーパーキング）」、レンタルスペースの予約システム「スマート空間予約」などを運営している。
2018年9月には東京証券取引所マザーズ（現・グロース市場）に上場し、2025年6月に、東京証券取引所プライム市場に市場変更した。

## 沿革
出典：
- 2009年10月 - 東京都渋谷区に株式会社アズームを設立
- 2014年1月 - 新宿マインズタワーへ本社を移転
- 2015年3月 - 横浜ブランチを開設
- 2016年8月 - 福岡ブランチを開設
- 2017年8月 - 大阪ブランチを開設
- 2018年
  - 9月 - 東京証券取引所マザーズ市場に株式を上場
  - 10月 - 名古屋ブランチを開設
- 2019年
  - 3月 - 札幌ブランチを開設。東京都渋谷区に「株式会社CGworks」を設立
  - 8月 - ベトナム社会主義共和国に「AZOOM VIETNAM INC.」を設立
- 2021年
  - 10月 - 東京都渋谷区に「株式会社鉄壁」を設立
  - 12月 - 東京都渋谷区に「株式会社ダイバース」を設立
- 2022年4月- 東京証券取引所市場区分の見直しにより、グロース市場へ移行
- 2025年6月 - 東京証券取引所プライム市場に市場変更

## 主なサービス
株式会社アズームは、ITと不動産を掛け合わせたさまざまな不動産サービスを開発・運営している。「効率化」をテーマに不動産業界の課題解決へ貢献し、遊休資産（何らかの理由で使用・稼働していない資産）の活用に関するソリューションの提案にも力を入れている。
- CarParking（カーパーキング）[7]
- CarParking 駐車場サブリース [8]
- CarParking One（カーパーキングワン）[9]
- Tomemiru（トメミル）[10][11][12]

- スマート空間予約（旧・スマート会議室）[13] - 三鷹市、沼田市などの地方公共団体[14][15]や長崎空港などでも採用されている[16][17]。

- AdWall（アドウォール）
- コインパサーチ
- coconi（ココニ）[18]

## 子会社
- 株式会社CGworks
- 株式会社鉄壁
- 株式会社ダイバース
- AZOOM VIETNAM INC.

## 登録免許・認証・加盟団体

### 登録免許
- 屋外広告業登録業者（東京都）[19]

### 認証
- ISO/IEC27001 登録番号: J0645[20]
- JIPDECプライバシーマーク 登録番号: 10824445(04)[21]

### 加盟団体
- 一般社団法人不動産テック協会[22]